# واي-أريا
واي أريا (بالإنجليزية: Web Accessibility Initiative – Accessible Rich Internet Applications (WAI-ARIA)) هي تقنية من المتوقع أن تصبح( ho )حيث تسمح لصفحات الشبكة وأجزاء من الصفحة بالتعريف عن نفسها بأنها تطبيقات بدلاً من مستندات ساكنة وذلك بإضافة دور (Role) وخاصية ومعلومات الحالة من أجل تطبيقات الشبكة الديناميكية.